# 26883 Marcelproust
26883 Marcelproust este o planetă minoră (asteroid) din centura de asteroizi. A fost descoperită pe 12 august 1994 la Observatorul La Silla de Eric Walter Elst și a fost numită după Marcel Proust. 
Obiectul prezintă o orbită caracterizată de o semiaxă mare de 2,3715791 UAi, o excentricitate de 0,22, o înclinație de 1,24882 ° în raport cu ecliptica.